# Meerkikker
De meerkikker of grote groene kikker (Pelophylax ridibundus) is een kikker uit het geslacht van de groene kikkers (Pelophylax) en de familie van de echte kikkers (Ranidae).
De wetenschappelijke naam van de soort werd gepubliceerd in 1771 door Peter Simon Pallas. De meerkikker werd lange tijd tot het geslacht Rana gerekend en de soortnaam was ridibunda, waardoor de literatuur hier nog veel naar verwijst. De meerkikker komt voor in grote delen van Europa, waaronder Nederland en België, het is voornamelijk een bewoner van laaglanden. De meerkikker is de grootste inheemse Europese kikker.

## Kenmerken
De meerkikker bereikt een lengte van ongeveer 10 tot 14 centimeter, de mannetjes blijven kleiner dan de vrouwtjes. Exemplaren langer dan 10 cm zijn meestal vrouwtjes; in uitzonderlijke gevallen kan een vrouwtje een lengte van 18 cm bereiken.
De meerkikker kent een grote variatie in kleur en patroon en is meestal donkergroen tot olijfbruin of grijs gekleurd, soms met enkele lichtere groene strepen en meestal is een lichtere streep op de rug aanwezig. De achterpoten zijn duidelijk gebandeerd in dezelfde kleur als de rugvlekken. In het zuidoosten van het Europees verspreidingsgebied komen groene exemplaren voor. De West-Europese populaties als in Nederland en België zijn meestal donkergroen tot -grijs met donkere vlekken op de rug en flanken en drie duidelijke groene strepen op de rug. De achterpoten zijn goed ontwikkeld en dragen zwemvliezen. De metatarsusknobbel aan de achterpoot is klein en driehoekig tot cilindrisch van vorm. Op het midden van de rug is een lichtgroene lengtestreep aanwezig die loopt van de snuitpunt tot tussen de achterpoten. De twee duidelijk zichtbare dorsolaterale lijsten, de klierlijsten aan weerszijden van de rug, zijn soms bruin tot oranje gekleurd. Achter het oog begint een tweede klierlijst die boven het trommelvlies doorloopt tot boven de achterpoten.

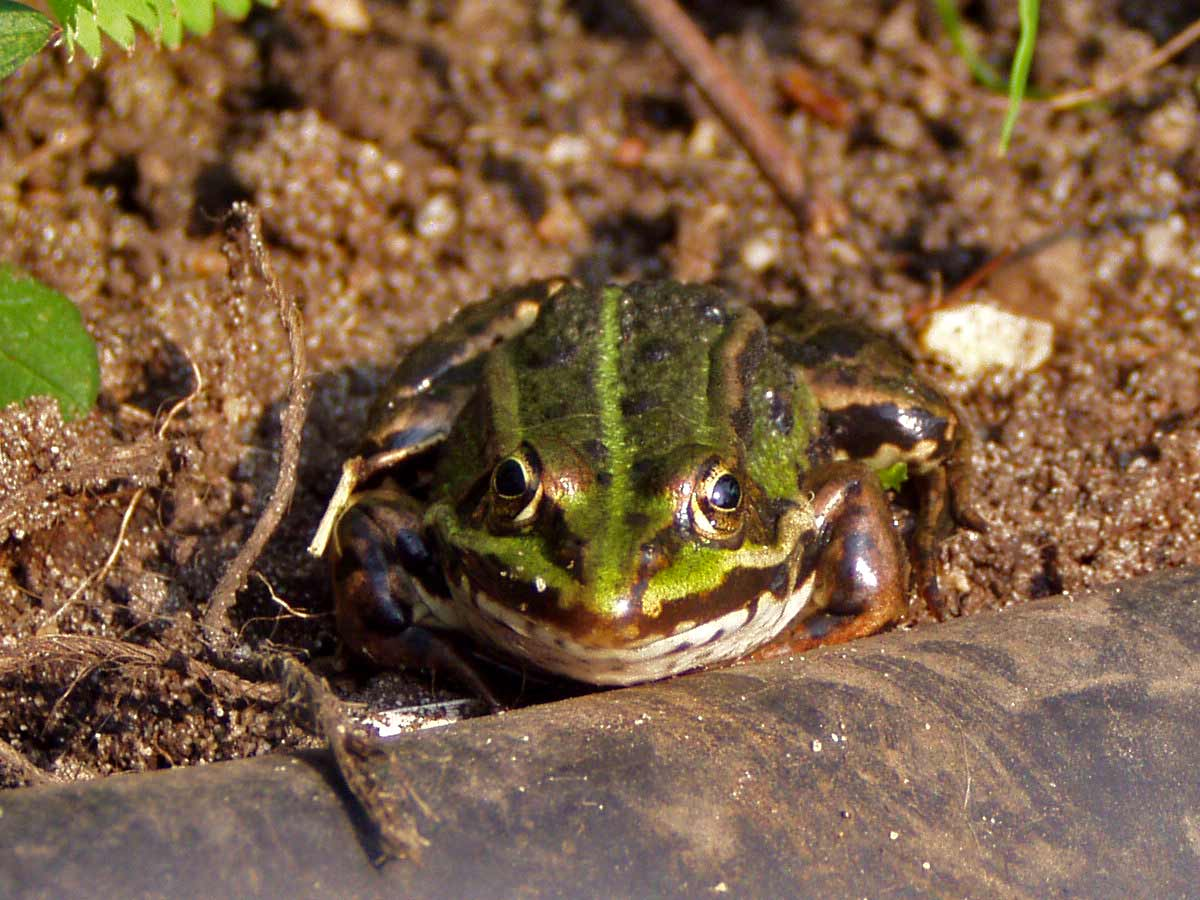
Vooral oudere exemplaren hebben een brede, afgeronde kop.

De kop is breed en afgerond, vooral bij oudere exemplaren, de ogen zijn relatief groot en geeloranje van kleur. De pupil is bijna rond met een druppelachtige hoek aan de onderzijde. Het trommelvlies of tympanum heeft vaak een afwijkende kleur en valt daardoor goed op, de diameter is ongeveer 3/4 van die van het oog. De meerkikker heeft zogenaamde vomerine tanden; tanden in het verhemelte die dienen om de prooi vast te houden. De tong is gedeeltelijk vrij en aan de voorzijde gevorkt. Mannetjes blijven kleiner dan vrouwtjes, maar hebben grotere voorpoten. In de voortplantingstijd kleuren de paarkussentjes aan de eerste teen van iedere voorpoot van de mannetjes donker. Mannetjes hebben daarnaast een grijze tot zwarte, gepaarde kwaakblaas net achter de mondhoeken.
Een goed veldkenmerk is het lachende gekwaak (ridibundus = lachend), dat volkomen afwijkt van het sonore geluid van de poelkikker. Het geluid van de middelste groene kikker is een onregelmatig mengsel van beide soorten gekwaak. De kwaakblazen van de mannetjes zijn donkergrijs tot bijna zwart.

### Onderscheid met andere soorten
De Europese groene kikkers uit het geslacht Peleophylax zijn moeilijk van elkaar te onderscheiden. De meerkikker kan zich met de poelkikker (Pelophylax lessonae) kruisen; de nakomelingen worden wel bastaardkikker of middelste groene kikker (Pelophylax kl. esculentus) genoemd. De hybriden kunnen zich voortplanten met een van de oudersoorten of met een triploïde kikker.
Deze exemplaren zijn qua kleurpatroon vaak zeer moeilijk te onderscheiden van de oudersoorten. Over het algemeen onderscheiden de verschillende soorten zich vooral aan de lengte, de meerkikker wordt tot 14 centimeter lang, de poelkikker 7 tot 8 centimeter en de middelste groene kikker wordt tussen 9 tot 11 centimeter lang. Ook aan de relatief lange achterpoten is de meerkikker te onderscheiden van de poelkikker en de middelste groene kikker. De nakomelingen van deze terugkruisingen zijn dan weer bastaardkikkers. Door de aanwezigheid van triploïden is het meestal niet mogelijk om van een individuele kikker op grond van uiterlijke kenmerken de soort vast te stellen. Het harde lachende geluid van een groep meerkikkers samen met de donkere kwaakblazen en het grote formaat zijn onmiskenbaar en datzelfde geldt voor de kleine gele mannetjes poelkikkers tijdens de paartijd.

Afbeeldingen:Kenmerken
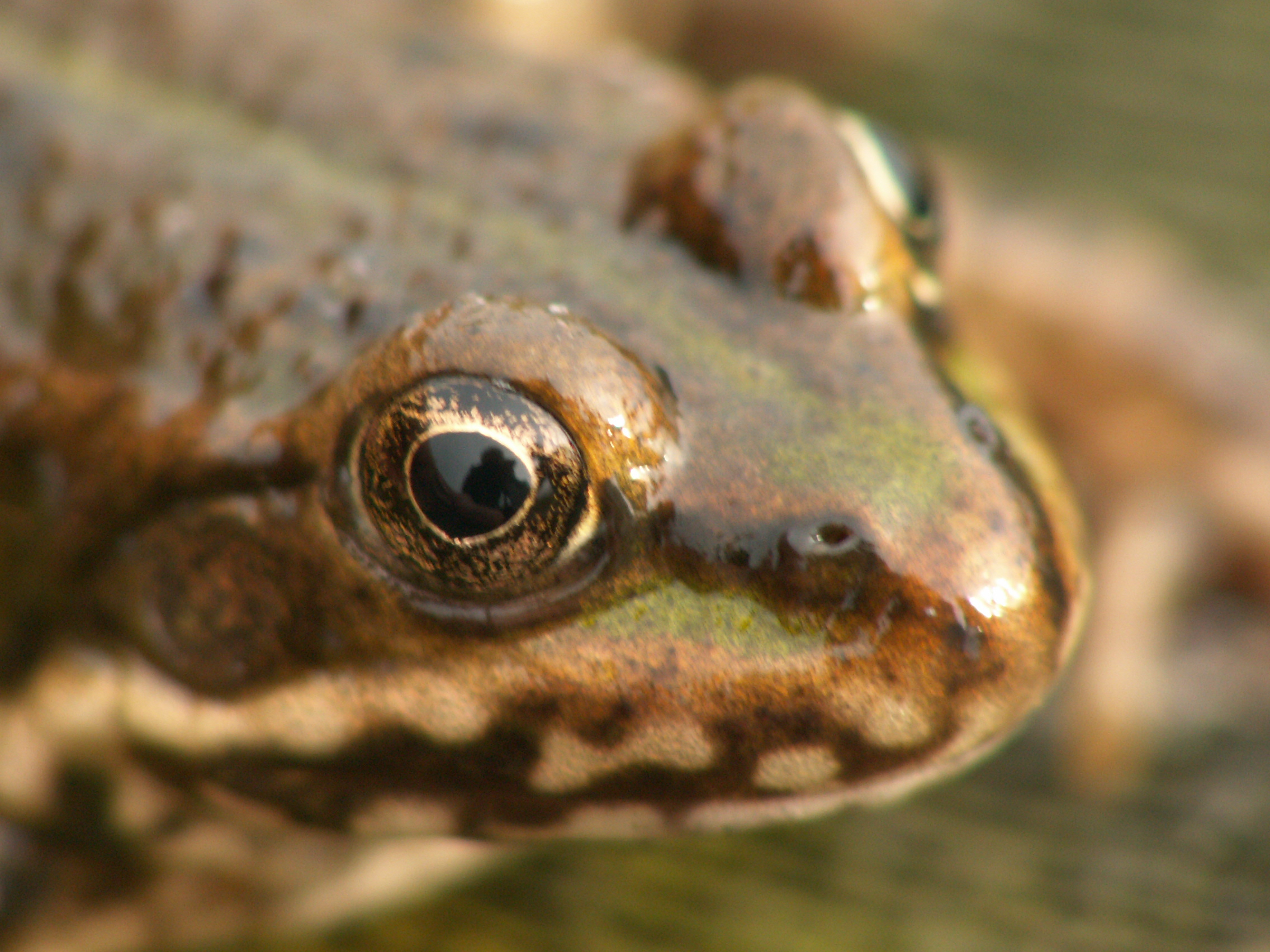
De ogen zijn relatief groot.
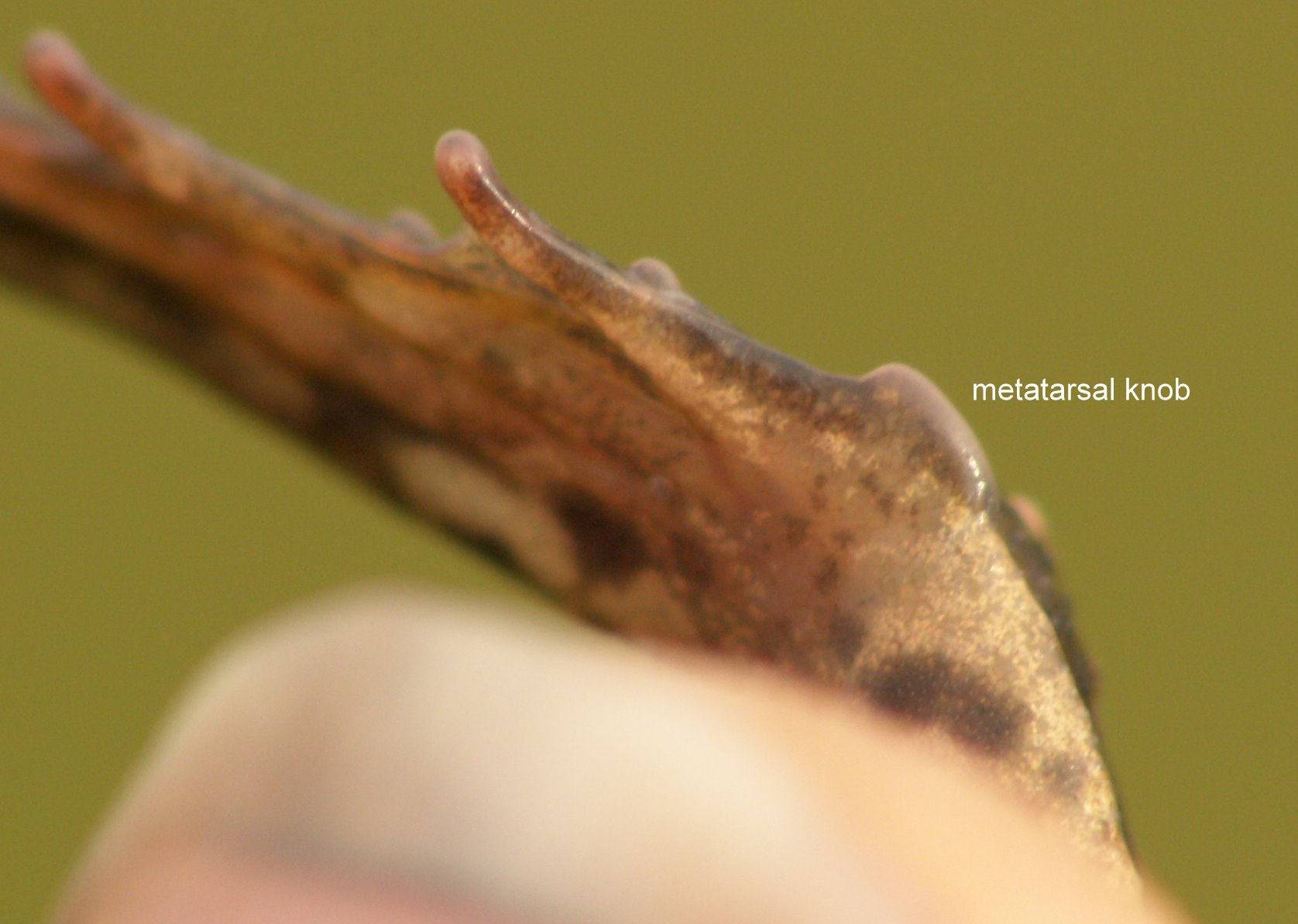
De metatarsusknobbel is klein en cilindrisch.
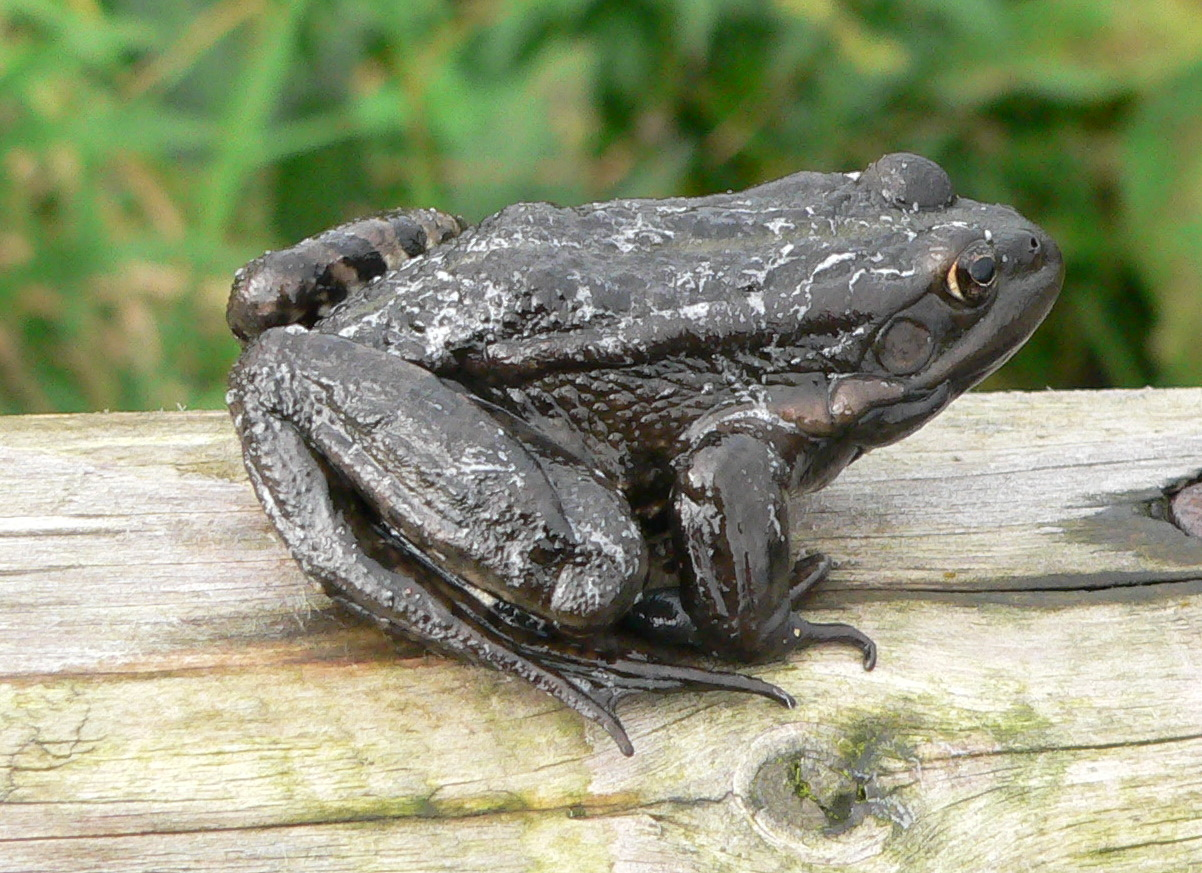
Sommige exemplaren zijn bijna zwart.
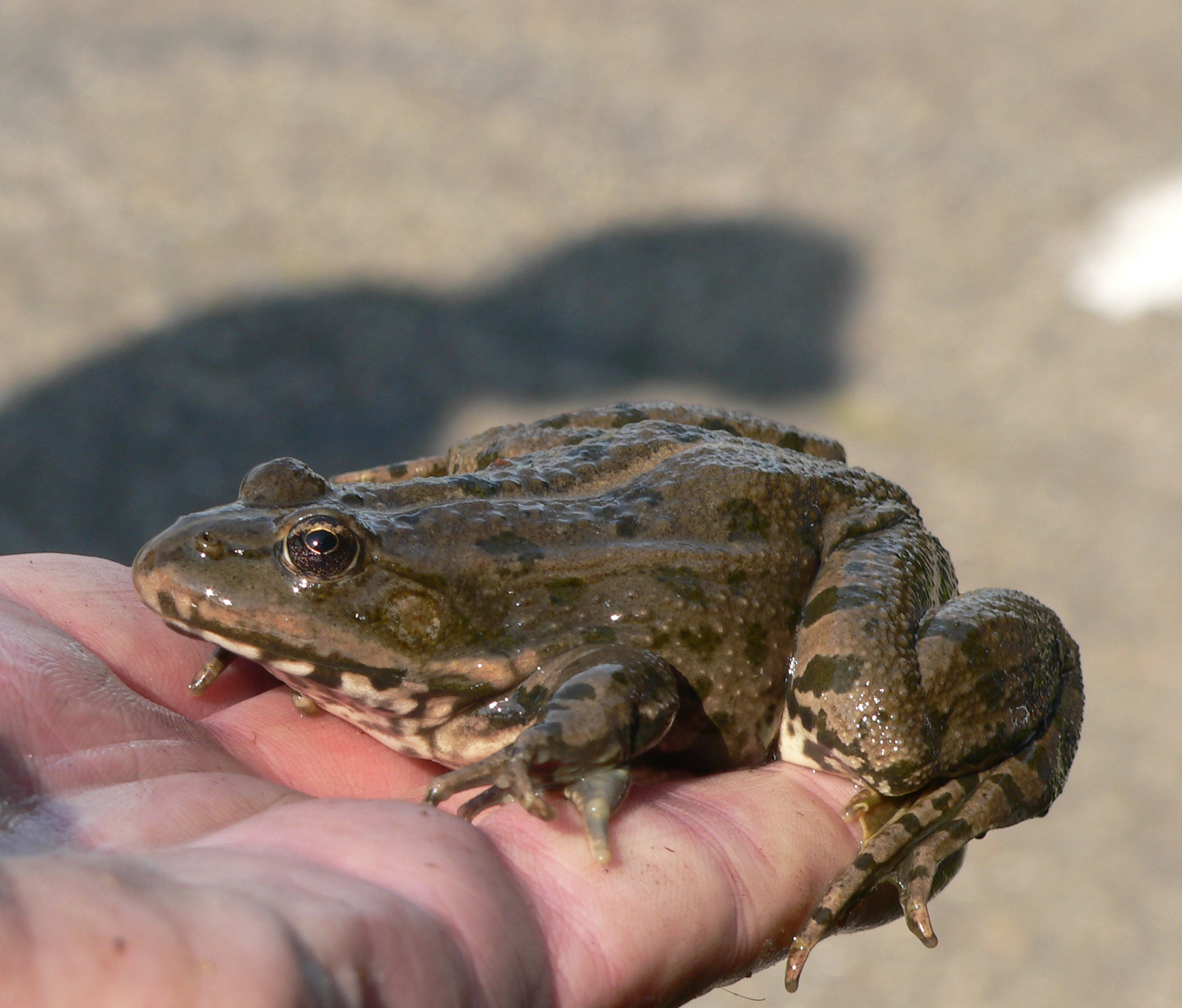
Olijfgroen exemplaar van de regio Maasplassen

## Verspreiding en habitat

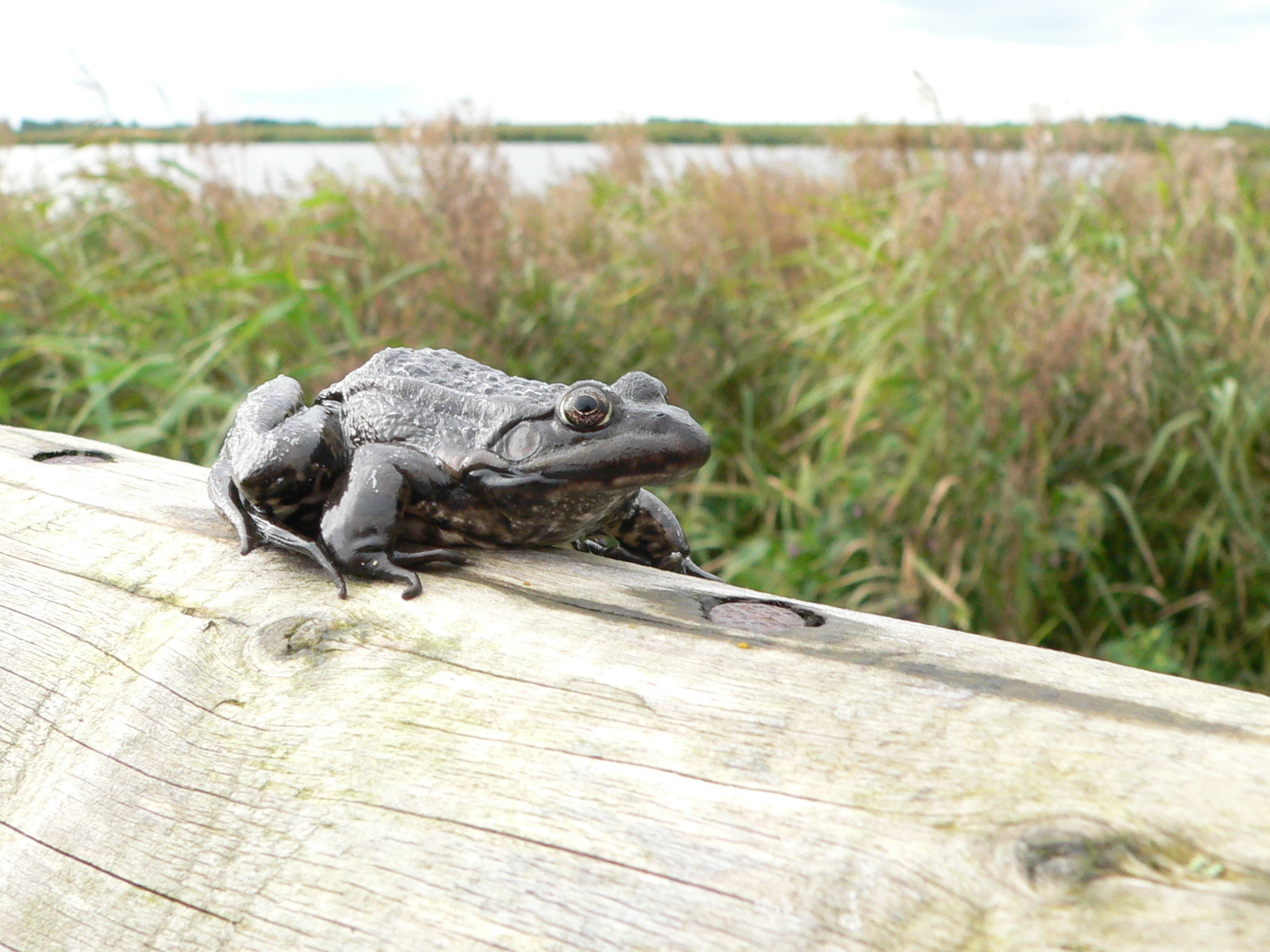
Meerkikker aan de oever van het Lauwersmeer

De meerkikker heeft een zeer groot verspreidingsgebied en komt voor in grote delen van Europa, noordelijk Afrika en oostelijk via het Arabisch Schiereiland tot in Azië. De meerkikker is op veel plaatsen per ongeluk geïntroduceerd bij het uitzetten van jonge vis.
In Europa komt de meerkikker zeer versnipperd voor in het westen; in Frankrijk zijn alleen populaties in het midden van het land. In het Verenigd Koninkrijk komt de kikker alleen voor in het zuiden van het land, in Kent, East Sussex en Londen. Deze populaties zijn echter geïntroduceerd. Andere landen waar slechts versnipperde populaties zijn, zijn België, Duitsland, Oostenrijk, Tsjechië en Zwitserland. In Italië komen uitsluitend in het noorden enkele populaties voor. In Denemarken komt de meerkikker alleen voor op het eiland Bornholm. In Finland is de meerkikker, die hier vermoedelijk was uitgezet, in de jaren 1960 uitgestorven. In het oosten van Europa komt de kikker wel in een groot aaneengesloten gebied voor in de landen Albanië, Armenië, Azerbeidzjan, Wit-Rusland, Bulgarije, Georgië, Griekenland, Hongarije, Kazachstan, Kirgizië, Letland, Litouwen, Luxemburg, Moldavië, Montenegro, Polen, Roemenië, Servië, Slowakije en Slovenië. In Estland komt de meerkikker alleen in het zuiden voor. In Rusland (inclusief het Aziatische deel) komt de kikker alleen in het zuidwesten voor. Er is een wat grotere, geïsoleerde populatie rond de stad Novosibirsk. De meerkikker komt ook veel dieper in het Aziatische deel van Rusland voor, zoals een kleine populatie rond de stad Jakoetsk en zelfs in het uiterst oostelijke schiereiland Kamtsjatka bij de stad Jelizovo. Deze populaties werden echter per ongeluk geïntroduceerd toen tussen geïmporteerde vissen ook kikkervisjes van de meerkikker bleken te zitten. De kikker kan zich handhaven in Siberië en Kamtsjatka doordat het oppervlaktewater wordt opgewarmd door energiecentrales.
In Afrika komen populaties voor in Marokko en Algerije, ook in Spanje zijn er enkele populaties bekend in het zuiden, terwijl de meerkikker in de rest van het Iberisch Schiereiland ontbreekt. In het Midden-Oosten komt de meerkikker voor van Arabië (Saoedi-Arabië, Israël en Irak) tot in Afghanistan, Bahrein, Turkije, Syrië en Iran. Het verspreidingsgebied loopt van het Midden-Oosten door tot in Azië, in Kirgizië, Oezbekistan, Tadzjikistan en Turkmenistan tot in uiterst westelijk China.
Tot voor kort kwam de meerkikker ook in andere gebieden voor, maar recentelijk zijn er drie soorten afgesplitst van de meerkikker waardoor deze officieel niet meer voorkomt op bijvoorbeeld Kreta. De populaties die hier leven en vroeger tot de meerkikker werden gerekend, vallen nu onder de soort Pelophylax cretensis. De populaties die leven op de Griekse eilanden Karpathos en Rhodos worden tegenwoordig tot de soort Pelophylax cerigensis gerekend. De derde soort is de Balkanmeerkikker (Pelophylax kurtmuelleri) uit zuidelijk Griekenland, Albanië en Servië.

### In België en Nederland
In Nederland leeft de meerkikker voornamelijk in het westen en uiterste noorden. Het is de overheersende groene kikker in Noord-Holland ten noorden van het Noordzeekanaal, in Flevoland en het noorden van Friesland en Groningen. In de rest van Nederland komen vooral middelste groene kikkers voor, maar is de meerkikker ook te vinden in geschikte biotopen. Zie ook de lijst van amfibieën in Nederland en België.

### Habitat
De kikker komt voor van laaglanden tot uitgesproken berggebieden tot op een hoogte van ongeveer 2500 meter boven zeeniveau. De soort heeft niet een soort habitat, hoewel meestal in open landschappen zoals graslanden en steppen, wordt de kikker ook in loof- en gemengd bos aangetroffen. De meerkikker is aan water gebonden en bewoont dus vaak de oevers van rivieren, meren, kanalen en vijvers. Ook heel kleine wateren als gevulde bandensporen zijn een mogelijk habitat. Het geprefereerde voortplantingswater bestaat uit stilstaande tot langzaam stromende wateren die een open structuur hebben en langdurig beschenen worden door de zon. Zowel de oever als het water dient voorzien te zijn van een rijke vegetatie om te schuilen. De meerkikker kan zich goed handhaven in aangepaste landschappen, en kan ook in brakwater of zelfs zeewater worden aangetroffen.

## Levenswijze

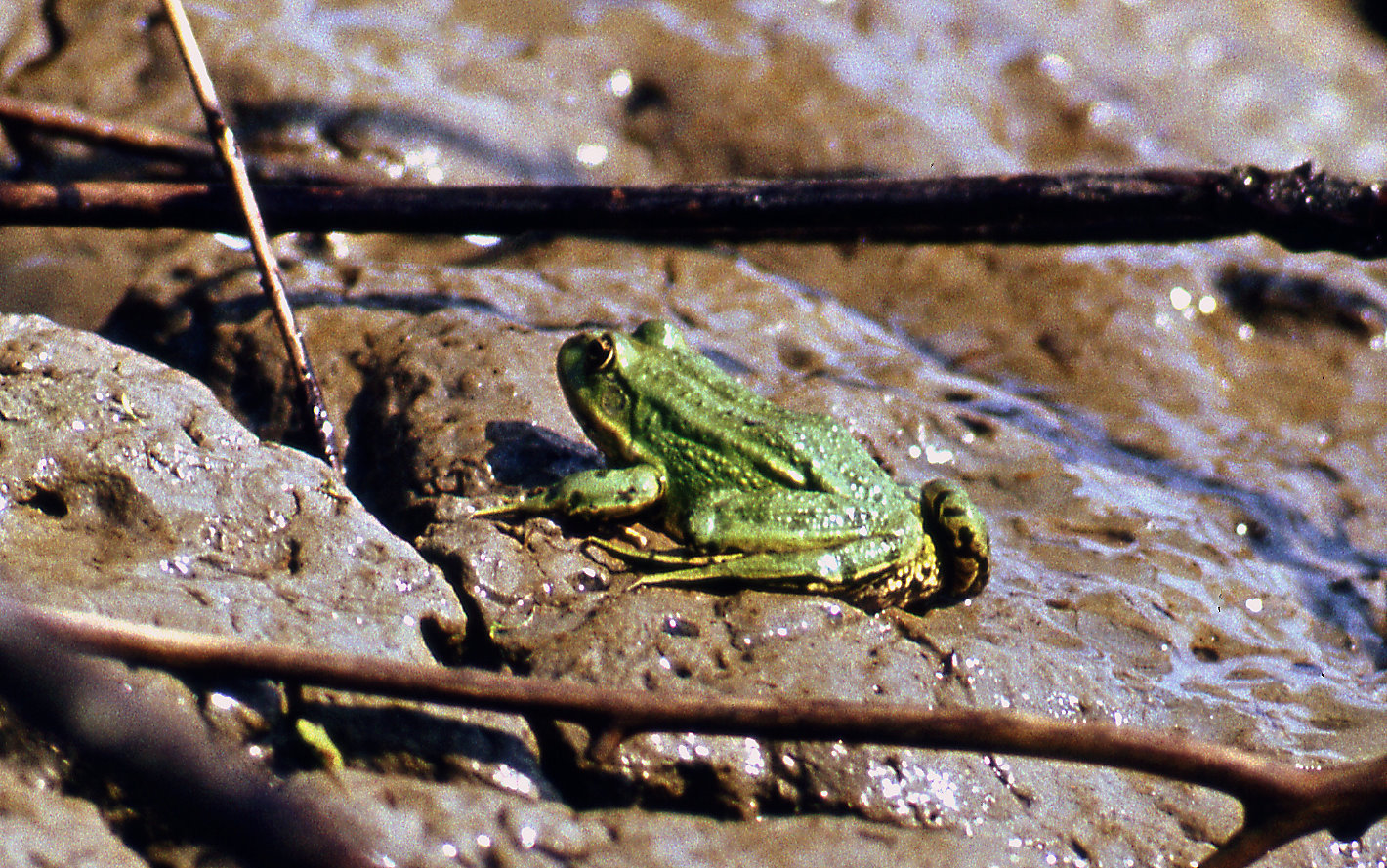
Meerkikkers zijn aan water gebonden en zonnen graag.

De meerkikker is sterk aan water gebonden; als het dier het land betreedt blijft hij in de buurt van de 'thuissloot'. De meerkikker is meestal te vinden bij wat grotere waterpartijen als ringvaarten en weteringen. Meerkikkers leven soms in grote groepen op door de zon beschenen oevers. De kikkers nemen graag een zonnebad op de oever maar bij de minste of geringste verstoring springen ze het water in. Ze houden van een watertemperatuur van ongeveer 15 graden.
De meerkikker houdt in het noorden van het verspreidingsgebied enkele maanden een winterslaap, in het zuiden wordt deze wel overgeslagen vanwege de hogere temperaturen aldaar. De winterslaap wordt meestal op de bodem van het water in de modder doorgebracht maar kan ook op het land plaatsvinden. De kikker is zowel dag- als nachtactief, ook buiten de paartijd. Vooral jonge exemplaren zijn erg actief en trekken veel, de meerkikker kan tot 500 meter van het water worden aangetroffen. In drogere streken, waar waterplassen regelmatig opdrogen, vertonen de meerkikkers een meer nomadisch gedrag.

### Voortplanting
Mannetjes bakenen soms door agressief gedrag een territorium af door luid geroep, echter niet alle mannetjes doen dit. Deze zogenaamde 'satellietmannetjes' wachten tot een vrouwtje een kwakend mannetje nadert en proberen haar te bespringen. Mannetjes lokken de vrouwtjes ook wel in groepen. Zodra een koppeltje elkaar gevonden heeft, klemt het mannetje zijn voorpoten om de oksels van het vrouwtje, wat de amplexus wordt genoemd, meer specifiek de amplexus axillaris. Het paartje betreedt vervolgens het water waarna het vrouwtje haar eitjes afzet en het mannetje deze bevrucht.
De eitjes worden in meerdere eiklompen afgezet, het aantal eitjes kan sterk verschillen en is afhankelijk van de grootte van het vrouwtje. Een relatief klein exemplaar van 9 centimeter zet zo'n 4000 eieren af, een exemplaar van 10 cm ongeveer 5000 eieren. In uitzonderlijke gevallen kan een vrouwtje tot 16.000 eitjes per seizoen afzetten. Soms wordt echter een jaartje overgeslagen om energie op te doen.
De eitjes zijn bruin van kleur en geel aan de onderzijde, de doorsnede is ongeveer 1,5 tot 2 millimeter exclusief het geleiachtige omhulsel dat zo'n 6 tot 8 mm is. Als de larven uit het ei kruipen zijn ze zo'n 6 tot 8 millimeter lang, ze groeien door naar ongeveer 5 tot 7 centimeter als de metamorfose plaatsvindt. Zoals ook bij andere kikkers voorkomt, kunnen de larven overwinteren onder water, deze zogenaamde reuzenlarven kunnen langer dan 10 cm worden. Er is een exemplaar bekend van meer dan 18 cm, waarbij het gemetamorfoseerde dier veel kleiner is dan zijn larvale vorm. Na de metamorfose zijn de juvenielen zo'n 16 tot 25 millimeter lang. Het duurt zo'n 1 tot vier jaar eer ze volwassen zijn, de meerkikker kan een leeftijd van 5 tot 12 bereiken.

### Voedsel, vijanden en verdediging

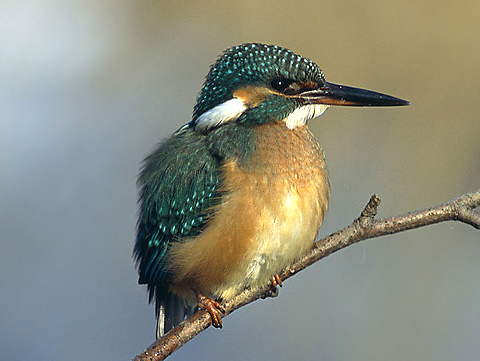
De ijsvogel is een belangrijke predator van de meerkikker.

De meerkikker leeft voornamelijk van kleine ongewervelden, zoals insecten en wormen. Van onderzochte exemplaren uit de Krim (Oekraïne) bleek het menu vooral te bestaan uit tweevleugeligen, spinnen, loopkevers, mieren, zweefvliegen, wantsen, rupsen en landbewonende slakken.
Vanwege de grootte van de meerkikker worden soms ook grotere prooien gegeten. Uit een laboratoriumwaarneming is bekend dat een vrouwtje achter elkaar drie muizen verorberde. In de maag van een meerkikker is eens een zandhagedis (Lacerta agilis) aangetroffen. Soortgenoten worden eveneens gegeten en vermoed wordt dat soms vissen, kleine vogels en salamanders worden gegrepen.
De larven voeden zich de eerste tijd met algen en kleine eencellige diertjes, later schakelen ze over op kleine ongewervelden. Net als de meeste kikkers worden de larven kannibalistisch als er te weinig voedsel is. Tevens worden de larven van andere soorten kikkers gegeten, waaronder die van in Nederland zeldzame soorten zoals de boomkikker en de geelbuikvuurpad.
De meerkikker heeft te duchten van een groot aantal natuurlijke vijanden: grote roofvissen, vogels, zoogdieren en reptielen als slangen en schildpadden, zoals de Europese moerasschildpad (Emys orbicularis). Van de slangen zijn de verschillende Europese adders en de echte zwemslangen de belangrijkste vijanden, vooral de waterminnende ringslang (Natrix natrix) en de dobbelsteenslang (Natrix tessellata). Er zijn zo'n 70 verschillende vogels bekend die slechts af en toe een meerkikker (of andere kikker) pakken, zoals de merel, de ijsvogel en de spreeuw. Andere vogels zijn sterker afhankelijk van kikkers en vormen een grotere bedreiging, voorbeelden zijn de ooievaar, reigers en de schreeuwarend. Rovende zoogdieren die de meerkikker eten, zijn onder andere de das, bunzing, otter, ratten, steenmarter, vos, wasbeerhond en de wolf.
De meerkikker springt bij bedreiging in het water en verstopt zich op de bodem of tussen waterplanten om een aantal minuten later voorzichtig weer op te duiken. Bij aanraking kan een schreeuwend geluid worden gemaakt waarbij de bek wordt geopend. Ook kan de meerkikker zich opblazen om groter te lijken. Dit is voornamelijk een tactiek om slangen te misleiden; de kikker lijkt hierdoor moeilijker op te eten.

## Taxonomie
De wetenschappelijke naam werd gepubliceerd als Rana ridibunda door Pallas in 1771. Lange tijd behoorde de soort tot het geslacht Rana, maar tegenwoordig wordt de soort tot de Europese groene kikkers uit het geslacht Pelophylax gerekend. Pelo-phylax is Grieks voor modder-bewaker en verwijst naar de aan water gebonden levenswijze van de meerkikker. Er zijn daarnaast echter vele tientallen synoniemen, het American Museum of Natural History noemt er 66, zo werd de soort in het verleden tot onder andere Bufo en Hylarana gerekend.
De meerkikker heeft geen ondersoorten; wel zijn er drie soorten die recentelijk van de meerkikker zijn afgesplitst. Het betreft de soorten Pelophylax cretensis, Pelophylax cerigensis en de Balkanmeerkikker (Pelophylax kurtmuelleri).

## Bedreiging en bescherming
De belangrijkste bedreigingen van de meerkikker zijn vervuiling van het oppervlaktewater en het kanaliseren van rivieren door het hiermee gepaard gaande verlies van de natuurlijke habitat.
De meerkikker is in Nederland geen bedreigde soort en staat niet op de Rode lijst van amfibieën, maar wordt wel beschermd. Het vangen, doden of in gevangenschap houden is verboden. De meerkikker wordt in Nederland, net als andere kikkers, in aantal en verspreidingsgebied gemonitord door de stichting RAVON. Het tellen van meerkikkers is afhankelijk van het seizoen:
Mei - juni : het tellen van kwakende exemplaren en het aantal legsels.
Juni - augustus : het tellen van larven.
Vanaf augustus : het tellen van gemetamorfoseerde kikkertjes.

## Afbeeldingen
|  |  |  |  |